# Gafanhoto vermelho
O gafanhoto vermelho (Nomadacris septemfasciata) é uma espécie de gafanhoto encontrada na África subsaariana. Seu nome se refere à cor de suas asas traseiras; em certas ocasiões é chamado de gafanhoto nômade, devido as suas deslocações nômades nas estações secas. Foi descrito pela primeira vez em Serville, França, em 1838.

## Descrição

### Adultos
A cor geral dos insetos adultos é uma mistura de bege claro e marrom. Possuem sete faixas transversais marrons no élitro, justificando o nome da espécie (septemfasciata). O pronoto tem duas bandas laterais castanhas.
Os machos têm de 60 a 70 milímetros de comprimento e as fêmeas de 60 a 85.

### Ninfas
Ao contrário dos adultos, a cor dos gafanhotos ninfa varia dependendo de sua fase. Quando solitários, eles podem ser verdes ou marrons; quando em grande número (gregários), são amarelos brilhantes e castanho-avermelhados com manchas pretas.